# Sulfina Barbu
Sulfina Barbu (n. 9 martie 1967, România) este o politiciană română, fostă deputată în Parlamentul României (colegiul electoral 11 București), președintă a Comisiei de Administrație Publică, Amenajarea Teritoriului și Echilibru Ecologic din Camera Deputaților, fost ministru al mediului și gospodăririi apelor în guvernul României (decembrie 2004-aprilie 2007).

## Biografie
Sulfina Barbu este de profesie inginer geolog (absolvent al Facultății de Geologie și Geofizică, Universitatea București, 1990) și este, din 2007, doctorand al Universității Tehnice de Construcții din București. Sulfina Barbu locuiește în București, este căsătorită și are o fetiță.
A deținut, în ordine cronologică, funcțiile de inginer (S.C. Prospecțiuni S.A., 1991-1997), director comercial (S.C. Industrial Construct S.A., 1997-2001) și director executiv adjunct al Direcției de Protecția Mediului și Educație Ecocivică (Primăria Municipiului București, 2001-2004).
În perioada decembrie 2004-aprilie 2007 a deținut funcția de ministru al mediului și gospodăririi apelor.

## Activitate politică
Membră a Partidului Democrat (ulterior Partidul Democrat-Liberal - PDL) din anul 1997, Sulfina Barbu a fost aleasă vicepreședinte al Organizației de Femei a Partidului Democrat Sector 4 București (2000-2001) și apoi președinte al Organizației de Femei a Partidului Democrat Sector 3 București (din anul 2002).
În perioada 2002-2006, a îndeplinit funcția de vice-președintă a Organizației Naționale de Femei a Partidului Democrat. Sulfina Barbu a fost membră a Biroului Permanent Național al Partidului Democrat-Liberal (din anul 2004) și președintă a Organizației Naționale de Femei a Partidului Democrat-Liberal (din 2006).
La data de 29 decembrie 2004, Sulfina Barbu a fost numită în funcția de ministru al mediului și gospodăririi apelor în Guvernul Tăriceanu. A deținut funcția de ministru al mediului până la data de 5 aprilie 2007, când a fost înlocuită din funcție, odată cu scoaterea Partidului Democrat de la guvernare.
Sulfina Barbu a fost aghiotanta președintelui Traian Băsescu în cadrul Primăriei București și o colaboratoare a ofițerului DIE Silvian Ionescu . La randul sau Silvian Ionescu a fost superiorul pe linie de securitate al lui Traian Basescu
Nu în ultimul rând, Traian Băsescu este în prezent un fost colaborator al Securității României Comuniste, dovedit ca atare în mod definitiv de Înalta Curte de Casație și Justiție, instanța supremă a României.
Sulfina Barbu a fost indicată de instituțiile de specialitate în proiectare hidrotehnică ale României drept principala răspunzătoare pentru inundațiile din anul 2005 . Ca atare Parlamentul a refuzat sa o mai avizeze favorabil pe aceasta in anul 2009 pentru un nou portofoliu de ministru al mediului .